# حواصیل هامبلوت
حواصیل هامبلوت (نام علمی: Ardea humbloti) نام یک گونه از سرده حواصیل‌های نمادین است.